# Salajärvi-Ryönänlahti
Salajärvi-Ryönänlahti este o arie protejată (arie de protecție specială avifaunistică — SPA) din Finlanda întinsă pe o suprafață de 76 ha, integral pe uscat.

## Localizare
Centrul sitului Salajärvi-Ryönänlahti este situat la coordonatele 60°40′19″N 27°58′18″E / 60.6719°N 27.9717°E.

## Înființare
Situl Salajärvi-Ryönänlahti a fost declarat arie de protecție specială avifaunistică în august 1998 pentru a proteja 35 de specii de animale.

## Biodiversitate
Situată în ecoregiunea boreală, aria protejată nu include niciun habitat protejat.
La baza desemnării sitului se află mai multe specii protejate de  păsări (35): rață sulițar (Anas acuta), gâscă de semănătură (Anser fabalis), stârc cenușiu (Ardea cinerea), rață-cu-cap-castaniu (Aythya ferina), rața moțată (Aythya fuligula), Aythya marila, buhai de baltă (Botaurus stellaris), Branta leucopsis, bătăuș (Calidris pugnax), erete de stuf (Circus aeruginosus), Cygnus columbianus bewickii, lebădă de iarnă (Cygnus cygnus), șoimul rândunelelor (Falco subbuteo), Gallinago media, găinușă de baltă (Gallinula chloropus), Hydrocoloeus minutus, pescăriță mare (Hydroprogne caspia), pescăruș râzător (Larus ridibundus), sitar de mâl (Limosa limosa), rață pestriță (Mareca strepera), rață catifelată (Melanitta fusca), rață neagră (Melanitta nigra), Mergellus albellus, codobatura galbenă (Motacilla flava), vultur pescar (Pandion haliaetus), notatița cu ciocul subțire (Phalaropus lobatus), corcodel-urechiat (Podiceps auritus), corcodel-cu-gât-roșu (Podiceps grisegena), cresteț pestriț (Porzana porzana), Spatula clypeata, rață cârâitoare (Spatula querquedula), chiră de baltă (Sterna hirundo), fluierar negru (Tringa erythropus), fluierar de mlaștină (Tringa glareola), fluierarul cu picioare roșii (Tringa totanus).
Pe lângă speciile protejate, pe teritoriul sitului au mai fost identificate 14 specii de păsări, 1 specie de nevertebrate.